# Meconemopsis
Meconemopsis is een geslacht van rechtvleugeligen uit de familie sabelsprinkhanen (Tettigoniidae). De wetenschappelijke naam van dit geslacht is voor het eerst geldig gepubliceerd in 1922 door Karny.

## Soorten
Het geslacht Meconemopsis  is monotypisch en omvat slechts de volgende soort:
- Meconemopsis borellii (Karny, 1924)